# Katarzyna z Czarnogóry

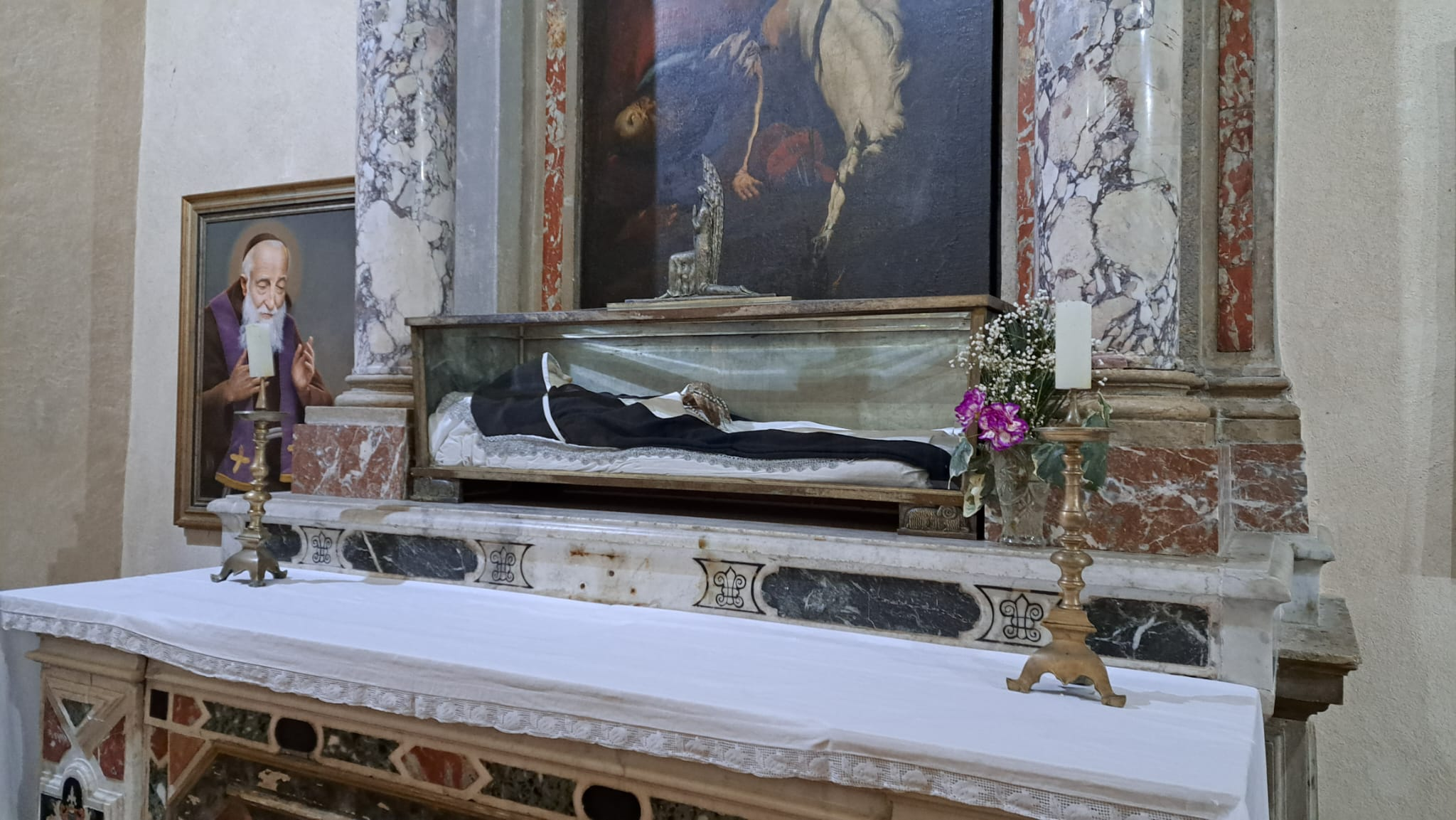
Relikwie Katarzyny z Czarnogóry w kolegiacie NMP w Kotorze.

Katarzyna Kosic (również Hosanna z Kotoru) (ur. 25 listopada 1493 w księstwie Zeta; zm. 27 kwietnia 1565 w Kotorze) – serbska Błogosławiona Kościoła katolickiego, tercjarka dominikańska, mistyczka.

## Życiorys
Urodziła się 25 listopada 1493 roku. Jej ojciec był kapłanem Serbskiego Kościoła Prawosławnego. Na chrzcie nadano jej imię Jovana. W wieku kilkunastu lat nawróciła się na katolicyzm i wówczas przyjęła imię Katarzyna. Spędzała dużo czasu na modlitwie, a także czytając książki religijne i Pismo Święte. Po trzęsieniu ziemi, przeniosła się do kościoła Świętego Pawła. Została tercjarką dominikańską i wówczas przyjęła imię Hosanna (na pamiątkę bł. Hosanny z Mantui). W czasie wizji widziała Jezusa Chrystusa jako niemowlę i kilku świętych. Zmarła 27 kwietnia 1565 roku w opinii świętości. Jej nienaruszone ciało czczone jest w kolegiacie NMP w Kotorze. Jej proces beatyfikacyjny rozpoczął się w 1905 roku. Została beatyfikowana przez papieża Piusa XI w 1927 roku.